# Barba de Júpiter
La barba de Júpiter (Anthyllis barba-jovis), és una espècie de planta amb flors de la família de les fabàcies que es distribueix pel sud d'Europa i el nord d'Àfrica. És un arbust que es troba en garrigues, penyals litorals i a zones exposades a la humitat marina.
Addicionalment pot rebre el nom de barbajovis.

## Descripció
La barba de Júpiter és un arbust perennIfoli que arriba de manera freqüent a un metre d'altura i pot atènyer 1,50 metres. Les seves branques són erectes. Les fulles, alternades, són compostes, dividides en nombrosos folíols estrets i allargats. L'anvers és verd mentre que el revers és blanquinós. Les flors són hermafrodites, de color groc s'agrupen en inflorescències al final de les branques i esdevenen marrons a mesura que envelleixen. La floració és a la primavera. La pol·linització i la dispersió de les llavors es fa amb la col·laboració dels insectes.

## Distribució
És una planta nativa de la Mediterrània Occidental, tot i que manca a les Balears i al Marroc, fins a la costa oriental de l'Adriàtic. Ha estat introduïda a Líbia i a Austràlia Meridional.

## Cultiu
És molt recomanable plantar-la en terrenys recuperables a prop del mar, ja que tolera bé la presència de salinitat al sòl igual que una relativa sequera i un clima càlid. A nivell de jardineria doncs és una planta que necessita pocs requeriments i necessitats; tampoc regs suplementaris ni sòls fertilitzats.

## Galeria

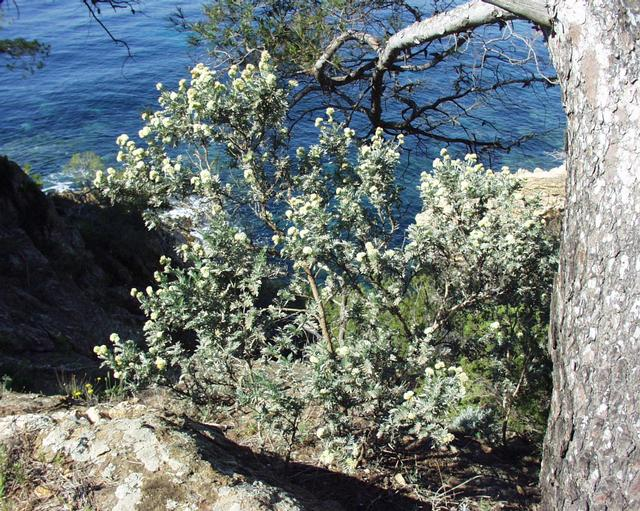
Vista general
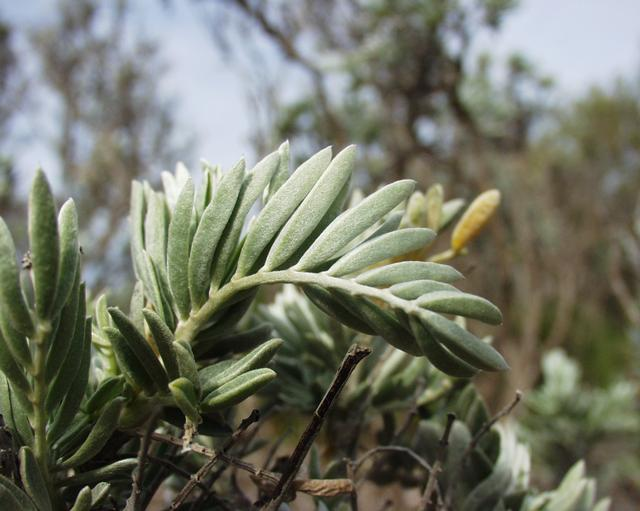
Detall de la fulla
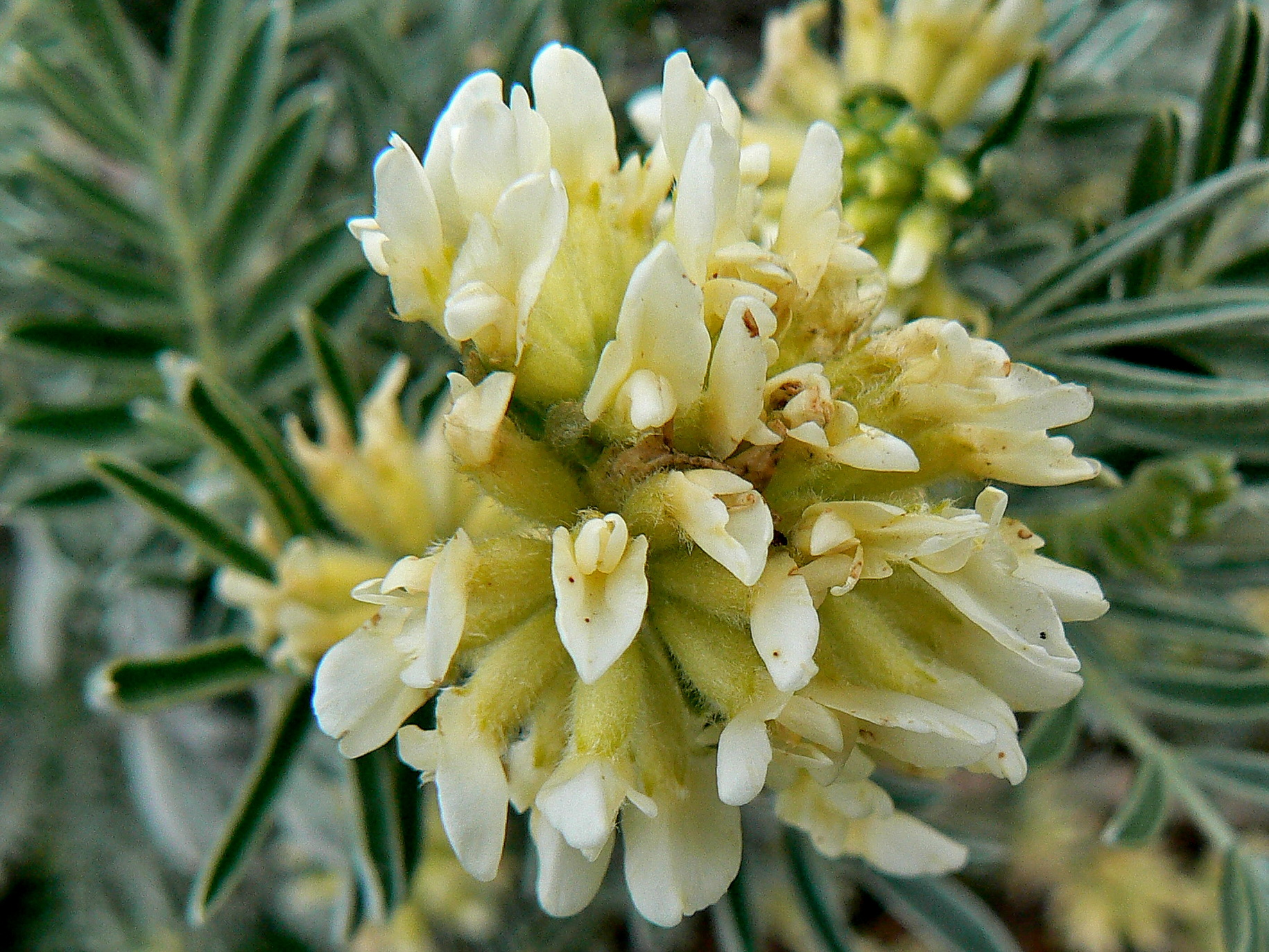
Detall de la flor
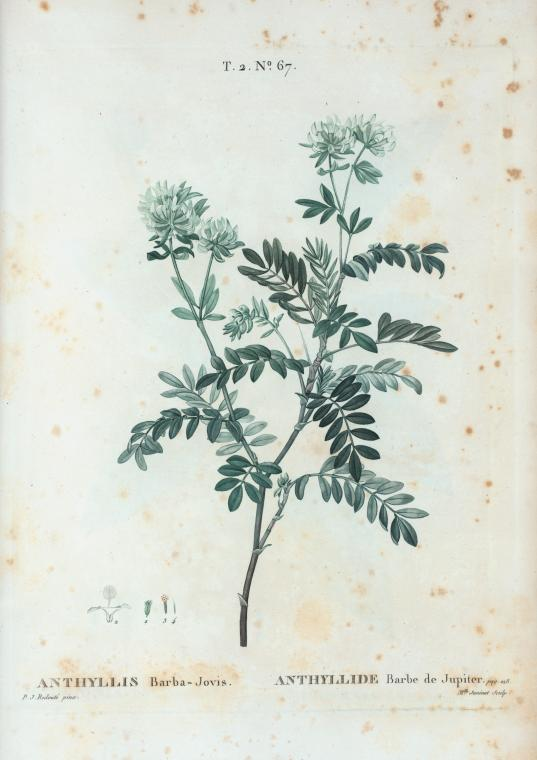
Il·lustració